# Canada Masters 2023
Canada Masters 2023 (cunoscut drept 2023 National Bank Open presented by Rogers din motive de sponsorizare) a fost un turneu de tenis disputat pe terenuri cu suprafețe dure, în aer liber, în perioada 7–13 august 2023, ca parte a US Open Series 2023. Turneul masculin a avut loc la Centrul Aviva din Toronto, iar cel feminin pe stadionul IGA din Montreal. A fost cea de-a 133-a ediție a turneului masculin – un turneu Masters 1000 din Circuitul ATP 2023 și cea de-a 121-a ediție a turneului feminin – un turneu WTA 1000 din Circuitul WTA 2022.

## Campioni

### Simplu masculin
Pentru mai multe informații consultați Canada Masters 2023 – Simplu masculin

### Simplu feminin
Pentru mai multe informații consultați Canada Masters 2023 – Simplu feminin

### Dublu masculin
Pentru mai multe informații consultați Canada Masters 2023 – Dublu masculin

### Dublu feminin
Pentru mai multe informații consultați Canada Masters 2023 – Dublu feminin

## Puncte și premii în bani

### Distribuția punctelor
| Probă           | C    | F   | SF  | QF  | R16 | R32 | R64 | Q   | Q2  | Q1  |
| Simplu masculin | 1000 | 600 | 360 | 180 | 90  | 45  | 10  | 25  | 16  | 0   |
| Dublu masculin  | 1000 | 600 | 360 | 180 | 90  | 0   | N/A | N/A | N/A | N/A |
| Simplu feminin  | 900  | 585 | 350 | 190 | 105 | 60  | 1   | 30  | 20  | 1   |
| Dublu feminin   | 900  | 585 | 350 | 190 | 105 | 5   | N/A | N/A | N/A | N/A |

### Premii în bani
| Probă           | C          | F        | SF       | QF       | R16     | R32     | R64     | Q2      | Q1     |
| Simplu masculin | $1,019,335 | $556,630 | $304,375 | $166,020 | $88,805 | $47,620 | $26,380 | $13,515 | $7,080 |
| Simplu feminin  | $454,500   | $267,690 | $138,000 | $63,350  | $31,650 | $17,930 | $12,848 | $       | $      |
| Dublu masculin* | $312,740   | $169,880 | $93,310  | $51,470  | $28,310 | $13,510 | N/A     | N/A     | N/A    |
| Dublu feminin*  | $133,840   | $75,286  | $40, 432 | $20,914  | $11,850 | $7,900  | N/A     | N/A     | N/A    |

*per echipă